# Oldsmobile Silhouette
La Oldsmobile Silhouette y sus hermanas, la Pontiac Trans Sport (más tarde la Montana ) y Chevrolet Lumina APV (más tarde, la Venture ), fueron un trío de monovolúmenes que debutaron a finales de 1989 como modelos 1990. Tras la desaparición de Oldsmobile en 2004, fue sustituida por el nuevo diseño de la Buick Terraza al año siguiente, en 2005.
La Silhouette de la primera generación tuvo un lugar destacado en la película de 1995 Get Shorty en la que se hace referencia en repetidas ocasiones como "el Cadillac de las minivans ". Fue un intento de GM para lanzar sus primeras FWD minivans en la segunda mitad de 1989 seguido de la compañía para crear una de las camionetas de lujo, sin embargo, al mismo tiempo, Chrysler lanzó la Town & Country minivan.

## Primera generación
Las primeras 1989 Oldsmobile Silhouette salieron de la línea de montaje el 1 de agosto de 1989. Reunidos en General Motors, se fabricaron " en Tarrytown, Nueva York planta de ensamblaje, estas plataformas U furgonetas consistían en un acero galvanizado como marco del espacio envuelto en compuesto paneles de plástico que eran impermeables a la oxidación y abolladuras menores y golpes, una técnica de fabricación desarrollados en el Pontiac Fiero y también se utiliza ampliamente en Saturn.

## Segunda generación
El nuevo diseño del 1997 Silhouette fue construido en Doraville, Georgia. La primera Silhouette de 1997 salió de la línea de montaje el 6 de agosto de 1996. En ventas de Canadá comenzó como modelo 1998. A diferencia de la Venture y Trans Sport / Montana, la parrilla del techo era de serie en todas las Silhouette. El modelo base (solo se ofrece para 1997) era el único modelo para ofrecer una corta distancia entre ejes y una puerta corredisa del lado del conductor, es solo opcional, cuando todos los otros niveles de corte de la Silhouette estaban en larga distancia entre ejes y ofrece un aspecto estándar del controlador de la puerta corredisa.